# Banganapalle
Banganapalle (également appelée Banagana Palli) est une ville de l'État d'Andhra Pradesh, en Inde. Entre 1790 et 1948, Banganapalle était la capitale de la principauté de Banganapalle. La ville est réputée pour ses mangues dont un cultivar porte d'ailleurs son nom.